# クロイワ・カズ
クロイワ・カズあるいはクロイワカズ（1931年7月21日 - ）は、日本の漫画家。東京都出身。早稲田大学英文科卒業。血液型O型。もとコピーライター。本名、黒岩一雄。

## 作風
ひとコマ漫画（カートゥーン）作家。理知的でスマートな作風。意識的に説明を排したストイックさが最大の特徴。

## 代表作
- EYE FOR EYE
- オフィ椅子シンドローム
- シブイ男たち ほか

ひとコマ漫画家集団“JAPUNCH”の一員としての一連の著作

## 受賞歴
- 日本漫画家協会賞（大賞，優秀賞）
- 文藝春秋漫画賞
- トレンチノ・国際漫画展（特別賞）

"JAPUNCH"の一員として
- 『VIVA, CHEF!』で、平成13年度（第5回）文化庁メディア芸術祭・マンガ部門（優秀賞）
- 『CIN CIN』で、平成14年度（第6回）文化庁メディア芸術祭・マンガ部門（審査委員会推薦作品）

## 所属団体
- 日本漫画家協会
- JAPUNCH
- 漫画集団
- 横浜ペンクラブ